# Opera Sauvage
Opera Sauvage es el décimo álbum del músico griego Vangelis, lanzado en 1979 por Polydor Records.
Este trabajo fue compuesto como banda de sonido de un documental del mismo nombre acerca de la naturaleza, dirigido por el cineasta francés Frédéric Rossif. 
El diseño de la cubierta del álbum estuvo a cargo del mismo Vangelis.
Vangelis produjo este álbum durante su período electroacústico, el cual fue el más productivo de toda su carrera musical. 
Opera Sauvage se acerca mucho más a su sonido clásico que sus anteriores composiciones para documentales de la naturaleza para el mismo director, tales como L'Apocalypse des animaux o La Fête Sauvage. 
Varios temas de sus trabajos para Rossif fueron reunidos en la recopilación Sauvage et Beau de 1996.
Opera Sauvage llegó al puesto #42 en el Billboard top 200, y permaneció en los rankings por 39 semanas.

## Detalles
"Hymne", "L'Enfant", "Mouettes" e "Irlande" son temas medianamente simples con un buen desarrollo instrumental. "Rêve" es, tal como su nombre lo sugiere, una pieza calmada y ensoñada. En "Chromatique" hace un pequeño giro de lo que es su instrumentación habitual al incorporar la ejecución de una guitarra acústica. "Flamants Roses", consiste de varias partes, algunas secciones rítmicamente lentas y otras con una muy equilibrada y sensible agilidad, cerrando curiosamente con un estilo bastante  blusero. 
Vangelis ejecuta varios sintetizadores, piano, piano eléctrico (principalmente en "Rêve"), batería, percusión, xilofón, y guitarra acústica (en "Chromatique"). Jon Anderson se destacó con su ejecución de arpa en "Flamants Roses".
La música fue grabada en el estudio de Vangelis (llamado Nemo Studios en Londres, Inglaterra, entre fines de 1978 y comienzos de 1979, con Keith Spencer-Allen como ingeniero de sonido, asistido por Marlis Duncklau y Raphael Preston.

## Utilización de los temas
Por su estilo calmado, melodioso y climático, canciones "L'Enfant" e "Hymne" han sido muy ampliamente utilizados para ambientar documentales con escenas naturales, programas de TV o imágenes varias que requieran darle al cuadro cierta emoción o ambientación. Algunos pocos ejemplos:
- "L'Enfant" fue incluido en el soundtrack de la película El Año Que Vivimos Peligrosamente de Peter Weir; también fue una de las tres sintonías que tuvo el programa La Tarde de Televisión Española.
- "Hymne" fue la música de un comercial de televisión de pasta Barilla que fue emitido en Italia a lo largo de la década de 1980.
- En un documental publicado en la edición especial del video en DVD de Chariots of Fire cuenta que el director Hugh Hudson tenía intenciones de utilizar "L'Enfant", tema que le gustaba muy especialmente como título de apertura en la primera escena en la playa, hasta que Vangelis habló con él para pedirle que le permitiera componer una nueva pieza. El resultado de esa promesa fue el icónico tema central de "Chariots of Fire". El director entonces incluyó una versión de "L'Enfant" ejecutada por una brass band como música de referencia del inicio del film.[2]
- Una versión regrabada de "Hymne" fue usada como cortina musical de la escena que muestra la primera carrera de Eric Liddell en las Tierras Altas de Escocia.
- Otra versión regrabada de "Hymne" fue utilizada en Chile para los comerciales de televisión de refrescos Zuko, desde fines de la década 1980.

## Lista de canciones
| N.º   | Título           | Duración |  |
| 1.    | «Hymne»          | 2:40     |  |
| 2.    | «Rêve»           | 12:26    |  |
| 3.    | «L'Enfant»       | 4:57     |  |
| 4.    | «Mouettes»       | 2:28     |  |
| 5.    | «Chromatique»    | 3:25     |  |
| 6.    | «Irlande»        | 4:43     |  |
| 7.    | «Flamants Roses» | 11:50    |  |
| 43:06 |                  |          |  |